# Cosaques enregistrés de la fédération de Russie
Ne doit pas être confondu avec Cosaques enregistrés de Pologne-Lituanie.
Les cosaques enregistrés de la fédération de Russie sont les groupes paramilitaires cosaques remplissant une charge officielle définie par la loi fédérale de la fédération de Russie no 154-FZ du 5 décembre 2005 « Du service public des cosaques de Russie ». En temps de paix, les missions des cosaques enregistrés sont principalement liées à la conservation, protection et restauration des forêts, l’éducation de la jeunesse selon des valeurs patriotiques et la préparation au service militaire, l’aide lors de catastrophes naturelles, accidents, incendies et états d’urgence. Il existe aussi des polices municipales cosaques. Actuellement, la fédération de Russie reconnaît onze groupes (ou armées) cosaques, ces derniers ayant le droit de porter des uniformes et signes distinctifs, un fouet et une épée (dans certains cas aussi des armes à feu). Les rangs cosaques, à partir de celui d'iessaoul, et supérieurs, sont décernés par un représentant du président ; le rang de général cosaque étant décerné par le président en personne. Les autres rangs sont décernés par les commandants des unités concernées.

## Liste des groupes cosaques enregistrés
| Insigne porté sur le bras droit | Nom                                                      | Couleurs / uniforme | Adresse                                                                                           | Législation                                                             |
|                                 | Cosaques de la Volga (Волжское казачье войско)           |                     | État-major à Samara 53° 11′ 09″ N, 50° 06′ 45″ E (www.kazak-volga.ru) – Site officiel             | Décret du président de la fédération de Russie du 11 juin 1996 no 308-p |
|                                 | Cosaques de Sibérie (Сибирское казачье войско)           |                     | État-major à Omsk 55° 00′ 34″ N, 73° 20′ 19″ E (www.skv-vko.narod.ru) – Site officiel             | Décret du président de la fédération de Russie du 12 février 1997 no 95 |
|                                 | Cosaques de Transbaïkalie (Забайкальское казачье войско) |                     | État-major à Tchita 52° 01′ 42″ N, 113° 30′ 30″ E Site officiel                                   | Décret du président de la fédération de Russie du 12 février 1997 no 96 |
|                                 | Cosaques du Terek (Терское казачье войско)               |                     | État-major à Stavropol 45° 03′ 22″ N, 41° 59′ 54″ E (www.terkv.ru) – Site officiel                | Décret du président de la fédération de Russie du 12 février 1997 no 97 |
|                                 | Cosaques de l'Oussouri (Уссурийское казачье войско)      |                     | État-major à Vladivostok 43° 06′ 56″ N, 131° 52′ 59″ E (www.kazaki-ukv.ru) – Site officiel        | Décret du président de la fédération de Russie du 17 juin 1997 no 611   |
|                                 | Cosaques du Don (Всевеликое войско Донское)              |                     | État-major à Novotcherkassk 47° 25′ 16″ N, 40° 05′ 37″ E (www.russiancossacks.ru) – Site officiel | Décret du président de la fédération de Russie du 17 juin 1997 no 612   |
|                                 | Cosaques du Ienisseï (Енисейское казачье войско)         |                     | État-major à Krasnoïarsk 56° 02′ 50″ N, 92° 56′ 18″ E (www.eniseycossacks.ru) – Site officiel     | Décret du président de la fédération de Russie du 17 juin 1997 no 613   |
|                                 | Cosaques d'Orenbourg (Оренбургское казачье войско)       |                     | État-major à Orenbourg 51° 47′ 08″ N, 55° 04′ 40″ E (www.ataman-ovko.ru) – Site officiel          | Décret du président de la fédération de Russie du 29 mars 1998 no 308   |
|                                 | Cosaques du Kouban (Кубанское казачье войско)            |                     | État-major à Krasnodar 45° 01′ 03″ N, 38° 57′ 58″ E (www.slavakubani.ru) – Site officiel          | Décret du président de la fédération de Russie du 24 avril 1998 no 448  |
|                                 | Cosaques d'Irkoutsk (Иркутское казачье войско)           |                     | État-major à Irkoutsk 52° 17′ 25″ N, 104° 16′ 50″ E (www.irkv.ru) – Site officiel                 | Décret du président de la fédération de Russie du 4 mai 1998 no 489     |
|                                 | Cosaques du centre (Центральное казачье войско)          |                     | État-major à Moscou 55° 44′ 06″ N, 37° 24′ 36″ E (www.ckwrf.ru) – Site officiel                   | Décret du président de la fédération de Russie du 3 mai 2007 no 574     |

## Pattes d’épaule
Les pattes d’épaules des cosaques enregistrées reprennent le dessin des celles de l’armée impériale russe et diffèrent de celles en vigueur dans l’armée russe moderne.
| Patte d’épaule de tous les jours |                 |                      |                                    |                 |                              |                                       |                    |                                 |
| Rang cosaque                     | Cosaque (казак) | Prikazny (приказный) | Garde subalterne (младший урядник) | Garde (урядник) | Garde-chef (старший урядник) | Sergent subalterne (младший вахмистр) | Sergent (вахмистр) | Sergent-chef (старший вахмистр) |
| Patte d’épaule de campagne       |                 |                      |                                    |                 |                              |                                       |                    |                                 |

| Patte d’épaule de tous les jours |                        |                     |                    |                           |                  |                             |                                     |                                   |
| Rang cosaque                     | Aspirant (подхорунжий) | Enseigne (хорунжий) | Centurion (сотник) | Sous-iessaoul (подъесаул) | Iessaoul (есаул) | Ancien (войсковой старшина) | Colonel cosaque (казачий полковник) | Général cosaque (казачий генерал) |
| Patte d’épaule de campagne       |                        |                     |                    |                           |                  |                             |                                     |                                   |